# تود كومارنيسكي
تود كومارنيسكي (بالإنجليزية: Todd Komarnicki)‏ هو منتج أفلام وكاتب مسرحي وكاتب سيناريو ومخرج وممثل أمريكي، ولد في 19 أكتوبر 1965 بفيلادلفيا في الولايات المتحدة.

## أعمال

### أفلام
- (2016) سولي[5]
- (2019) الأستاذ والمجنون

## وصلات خارجية
- تود كومارنيسكي على موقع IMDb (الإنجليزية)
- تود كومارنيسكي على موقع ألو سيني (الفرنسية)
- تود كومارنيسكي على موقع أول موفي (الإنجليزية)
- تود كومارنيسكي على موقع قاعدة بيانات الأفلام السويدية (السويدية)
- تود كومارنيسكي على موقع قاعدة بيانات الفيلم (الإنجليزية)
- تود كومارنيسكي على موقع كينوبويسك (الروسية)